# The Doors: A Celebration
Pour plus de détails, voir Fiche technique et Distribution.
The Doors: A Celebration est un film musical américain ayant pour sujet le groupe de rock The Doors, sorti en 2001. Il s'agit d'un épisode de l'émission VH1 Storytellers

## Fiche technique
- Titre : The Doors: A Celebration
- Réalisation :
- Scénario :
- Musique : The Doors
- Photographie :
- Montage :
- Production :
- Pays d'origine :  États-Unis
- Langue : anglais
- Durée : 75 minutes
- Sociétés de distribution : Warner Vision
- Dates de sortie : 
  -  États-Unis : 28 août 2001
  -  France :

## Participants
- Musiciens : John Densmore, Robby Krieger, Ray Manzarek, Perry Farrell, Pat Monahan, Ian Astbury, Travis Meeks, Scott Weiland et Scott Stapp[1]

## Chansons
| Titre                                | Chant Principal | Temps |
| ------------------------------------ | --------------- | ----- |
| L.A. Woman (incomplete)              | Perry Farrel    | 1:45  |
| Love Me Two Times                    | Pat Monahan     | 8:01  |
| Alabama Song (Whiskey Bar)           | Ian Astbury     | 3:05  |
| Back Door Man                        | Ian Astbury     | 6:35  |
| The End                              | Travis Meeks    | 12:40 |
| Break On Through (To The Other Side) | Scott Weiland   | 3:50  |
| Five To One                          | Scott Weiland   | 11:45 |
| Light My Fire                        | Scott Stapp     | 9:23  |
| Roadhouse Blues                      | Scott Stapp     | 4:53  |
| Wild Child (chanson bonus)           | Ian Astbury     | 6:49  |
| Riders On The Storm (chanson bonus)  | Scott Stapp     | 6:37  |